# 黑森林火腿

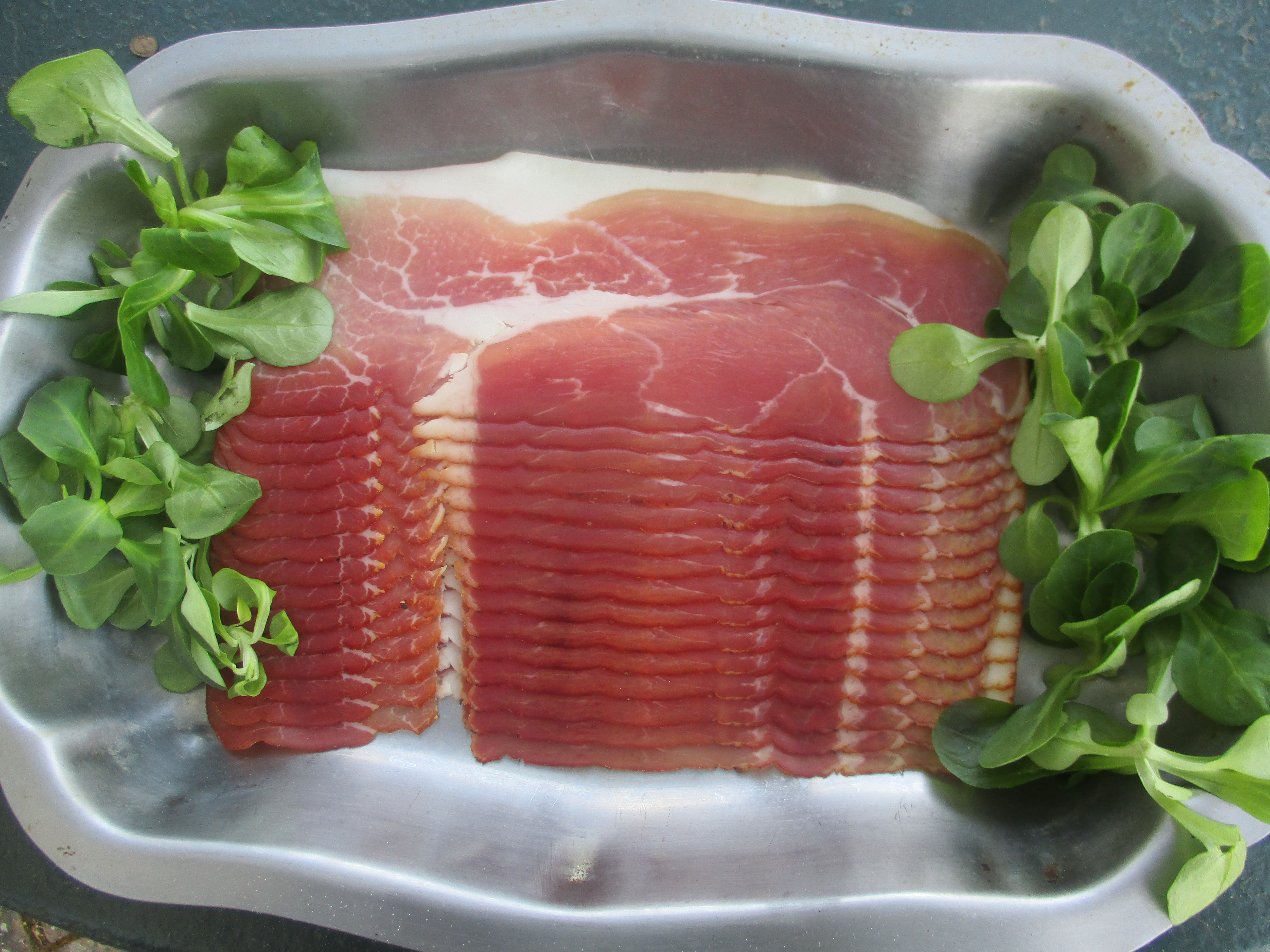

黑森林火腿（德語：Schwarzwälder Schinken）是一种在德国黑森林地区生产的干腌熏火腿。
自1997年起，“黑森林火腿”一词在欧盟是一个受保护的原产地名称，这意味着在欧盟销售的任何標示「黑森林火腿」的产品必须来自德国的黑森林地区。然而，这一称谓在非欧盟国家并不被认可，特别是在加拿大和美国，商业生产的各种类型和品質的火腿常以黑森林火腿的名义销售。

## 准备工作
黑森林火腿可能需要三个月的时间来生产。生火腿先用盐调味，再用大蒜、香菜、胡椒、刺柏浆果和其他香料调味。在腌制两周后，去除盐，火腿再陈化两周。然后在不超过25°C（77°F）的温度下，使用锯末和冷杉或杜松树刷子进行冷熏几周，其外部几乎变黑，并获得独特的风味。然后在出售前至少晾干两周。

## 特征
黑森林火腿没有骨头，大约五分之一的脂肪。它的味道很明显，在德国料理中很常见。它可以新鲜食用，例如放在黑麦面包上或与水果一起食用，或作为烹调菜肴的配料。如果储存得当，整片黑森林火腿可以保存数月。